# 贝尔法斯特 (缅因州)
貝爾法斯特（英語：Belfast）是美國緬因州的一個城市、沃爾多縣的縣治，位於佩諾布斯科特灣岸。2000年人口6,381人。
1773年設鎮。1853年設市。